# US Open 2023
Lo US Open 2023 è stato un torneo di tennis giocato su campi di cemento Laykold all'aperto. Si è trattato della 143ª edizione dello US Open e del quarto e ultimo torneo Grande Slam dell'anno. I campioni in carica dei singolari maschile e femminile erano lo spagnolo Carlos Alcaraz e la polacca Iga Świątek.

## Torneo
L'evento è stato organizzato dalla Federazione Internazionale Tennis (ITF), e faceva parte dell'ATP Tour 2023 e del WTA Tour 2023 sotto la categoria Grande Slam. Il torneo comprendeva il singolare (maschile, femminile), il doppio (maschile, femminile e misto). Si disputavano anche i tornei di singolare e doppio per ragazze e ragazzi (giocatori under 18), e i tornei di singolare e doppio in carrozzina.
Il torneo si giocava su quattordici campi in cemento Laykold, inclusi i tre campi principali: Arthur Ashe Stadium, Louis Armstrong Stadium e Grandstand.
Il torneo si svolgeva in 14 giornate divise in due settimane dal 28 agosto al 10 settembre.

## Teste di serie nel singolare
| Legenda colori              |
| Vincitore                   |
| Finalista                   |
| Semifinalista               |
| Quarti di finale            |
| Eliminati al 1T, 2T, 3T, 4T |

### Singolare maschile
Le teste di serie ufficiali sono state annunciate il 24 agosto 2023, basandosi sulla classifica ATP del 21 agosto 2023.
| Tds | Rank | Giocatore                   | Punteggio precedente | Punti da difendere | Punti conquistati | Nuovo punteggio | Situazione                                  |
| --- | ---- | --------------------------- | -------------------- | ------------------ | ----------------- | --------------- | ------------------------------------------- |
| 1   | 1    | Carlos Alcaraz              | 9,815                | 2,000              | 720               | 8,535           | Eliminato in SF da Daniil Medvedev (3)      |
| 2   | 2    | Novak Đoković               | 9,795                | 0                  | 2,000             | 11,795          | Vittoria in finale vs Daniil Medvedev (3)   |
| 3   | 3    | Daniil Medvedev             | 6,260                | 180                | 1,200             | 7,280           | Sconfitto in F da Novak Đoković (2)         |
| 4   | 4    | Holger Rune                 | 4,790                | 90                 | 10                | 4,710           | Eliminato al 1°T da Roberto Carballés Baena |
| 5   | 5    | Casper Ruud                 | 4,715                | 1,200              | 45                | 3,560           | Eliminato al 2°T da Zhang Zhizhen           |
| 6   | 6    | Jannik Sinner               | 4,645                | 360                | 180               | 4,465           | Eliminato al 4°T da Alexander Zverev (12)   |
| 7   | 7    | Stefanos Tsitsipas          | 4,580                | 10                 | 45                | 4,615           | Eliminato al 2°T da Dominic Stricker (Q)    |
| 8   | 8    | Andrej Rublëv               | 4,515                | 360                | 360               | 4,515           | Eliminato ai QF da Daniil Medvedev (3)      |
| 9   | 9    | Taylor Fritz                | 3,605                | 10                 | 360               | 3,955           | Eliminato ai QF da Novak Đoković (2)        |
| 10  | 10   | Frances Tiafoe              | 3,050                | 720                | 360               | 2,690           | Eliminato ai QF da Ben Shelton              |
| 11  | 11   | Karen Chačanov              | 2,845                | 720                | 10                | 2,135           | Eliminato al 1°T da Michael Mmoh            |
| 12  | 12   | Alexander Zverev            | 2,670                | 0                  | 360               | 3,030           | Eliminato ai QF da Carlos Alcaraz (1)       |
| 13  | 13   | Alex de Minaur              | 2,595                | 90                 | 180               | 2,675           | Eliminato al 4°T da Daniil Medvedev (3)     |
| 14  | 14   | Tommy Paul                  | 2,570                | 90                 | 180               | 2,660           | Eliminato al 4°T da Ben Shelton             |
| 15  | 15   | Félix Auger-Aliassime       | 2,375                | 45                 | 10                | 2,340           | Eliminato al 1°T da Mackenzie McDonald      |
| 16  | 16   | Cameron Norrie              | 2,075                | 180                | 90                | 1,985           | Eliminato al 3°T da Matteo Arnaldi          |
| 17  | 17   | Hubert Hurkacz              | 2,035                | 45                 | 45                | 2,035           | Eliminato al 2°T da Jack Draper             |
| 18  | 18   | Lorenzo Musetti             | 2,005                | 90                 | 10                | 1,925           | Eliminato al 1°T da Titouan Droguet (Q)     |
| 19  | 19   | Grigor Dimitrov             | 1,690                | 45                 | 90                | 1,735           | Eliminato al 3°T da Alexander Zverev (12)   |
| 20  | 20   | Francisco Cerúndolo         | 1,600                | 10                 | 45                | 1,635           | Eliminato al 2°T da Jiří Veselý (PR)        |
| 21  | 21   | Alejandro Davidovich Fokina | 1,525                | 180                | 90                | 1,435           | Eliminato al 3°T da Tommy Paul (14)         |
| 22  | 35   | Adrian Mannarino            | 1,206                | 10                 | 90                | 1,286           | Eliminato al 3°T da Frances Tiafoe (10)     |
| 23  | 25   | Nicolás Jarry               | 1,439                | 35                 | 90                | 1,494           | Eliminato al 3°T da Alex de Minaur (13)     |
| 24  | 24   | Tallon Griekspoor           | 1.446                | 10                 | 10                | 1.446           | Eliminato al 1°T da Arthur Fils             |
| 25  | 27   | Aleksandr Bublik            | 1,384                | 45                 | 10                | 1,349           | Eliminato al 1°T da Dominic Thiem           |
| 26  | 28   | Daniel Evans                | 1,381                | 90                 | 90                | 1,381           | Eliminato al 3°T da Carlos Alcaraz (1)      |
| 27  | 23   | Borna Ćorić                 | 1,450                | 45                 | 10                | 1,415           | Eliminato al 1°T da Sebastián Báez          |
| 28  | 30   | Christopher Eubanks         | 1,338                | 70                 | 45                | 1,313           | Eliminato al 2°T da Benjamin Bonzi (WC)     |
| 29  | 33   | Ugo Humbert                 | 1,258                | 0                  | 10                | 1,268           | Eliminato al 1°T da Matteo Berrettini       |
| 30  | 34   | Tomás Martín Etcheverry     | 1,250                | 10                 | 45                | 1,285           | Eliminato al 2°T da Stan Wawrinka           |
| 31  | 31   | Sebastian Korda             | 1,330                | 45                 | 10                | 1,295           | Eliminato al 1°T da Márton Fucsovics        |
| 32  | 38   | Laslo Đere                  | 1,110                | 10                 | 90                | 1,190           | Eliminato al 3°T da Novak Đoković (2)       |

#### Teste di serie ritirate
I seguenti giocatori sarebbero entrati in tabellone come teste di serie ma si sono ritirati prima del sorteggio.
| Rank | Giocatore          | Punteggio precedente | Punti da difendere 2022 | Nuovo punteggio | Motivo ritiro           |
| ---- | ------------------ | -------------------- | ----------------------- | --------------- | ----------------------- |
|      | Jan-Lennard Struff | 1.482                | 8                       | 1.474           | Infortunio all'anca     |
|      | Denis Shapovalov   | 1.415                | 90                      | 1,325           | Infortunio al ginocchio |

### Singolare femminile
Le teste di serie ufficiali sono state annunciate il 24 agosto 2023, basandosi sulla classifica WTA del 21 agosto 2023.
| Tds | Rank | Giocatore              | Punteggio precedente | Punti da difendere | Punti conquistati | Nuovo punteggio | Situazione                                  |
| --- | ---- | ---------------------- | -------------------- | ------------------ | ----------------- | --------------- | ------------------------------------------- |
| 1   | 1    | Iga Świątek            | 9,955                | 2,000              | 240               | 8,195           | Eliminata al 4°T da Jeļena Ostapenko (20)   |
| 2   | 2    | Aryna Sabalenka        | 8,746                | 780                | 1300              | 9,266           | Sconfitta in F da Coco Gauff (6)            |
| 3   | 3    | Jessica Pegula         | 5,945                | 430                | 240               | 5,645           | Eliminata al 4°T da Madison Keys (17)       |
| 4   | 4    | Elena Rybakina         | 5,670                | 10                 | 130               | 5,790           | Eliminata al 3°T da Sorana Cîrstea (30)     |
| 5   | 5    | Ons Jabeur             | 4,831                | 1,300              | 240               | 3,771           | Eliminata al 4°T da Zheng Qinwen (23)       |
| 6   | 6    | Coco Gauff             | 4,595                | 430                | 2000              | 6,165           | Vittoria in finale vs Aryna Sabalenka (2)   |
| 7   | 7    | Caroline Garcia        | 3,820                | 780                | 10                | 3,050           | Eliminata al 1°T da Wang Yafan (Q)          |
| 8   | 8    | Maria Sakkarī          | 3,585                | 70                 | 10                | 3,525           | Eliminata al 1°T da Rebeka Masarova         |
| 9   | 9    | Markéta Vondroušová    | 3,400                | 0                  | 430               | 3,830           | Eliminata ai QF da Madison Keys (17)        |
| 10  | 10   | Karolína Muchová       | 2,995                | 10                 | 780               | 3,765           | Eliminata in SF da Coco Gauff (6)           |
| 11  | 11   | Petra Kvitová          | 2,920                | 240                | 70                | 2,750           | Eliminata al 2°T da Caroline Wozniacki (WC) |
| 12  | 12   | Barbora Krejčiková     | 2,811                | 70                 | 10                | 2,751           | Eliminata al 1°T da Lucia Bronzetti         |
| 13  | 14   | Dar'ja Kasatkina       | 2,560                | 10                 | 240               | 2,790           | Eliminata al 4°T da Aryna Sabalenka (2)     |
| 14  | 15   | Ljudmila Samsonova     | 2,525                | 240                | 130               | 2,415           | Eliminata al 3°T da Madison Keys (17)       |
| 15  | 13   | Belinda Bencic         | 2,605                | 130                | 240               | 2,715           | Eliminata al 4°T da Sorana Cîrstea (30)     |
| 16  | 16   | Veronika Kudermetova   | 2,480                | 240                | 10                | 2,250           | Eliminata al 1°T da Bernarda Pera           |
| 17  | 17   | Madison Keys           | 2,290                | 130                | 780               | 2,940           | Eliminata in SF da Aryna Sabalenka (2)      |
| 18  | 18   | Viktoryja Azaranka     | 2,235                | 240                | 70                | 2,065           | Eliminata al 2°T da Zhu Lin                 |
| 19  | 19   | Beatriz Haddad Maia    | 2,220                | 70                 | 70                | 2,220           | Eliminata al 2°T da Taylor Townsend         |
| 20  | 21   | Jeļena Ostapenko       | 2,160                | 10                 | 430               | 2,580           | Eliminata ai QF da Coco Gauff (6)           |
| 21  | 22   | Donna Vekić            | 2,125                | 10                 | 10                | 2,125           | Eliminata al 1°T da Sachia Vickery (Q)      |
| 22  | 20   | Ekaterina Aleksandrova | 2,190                | 70                 | 130               | 2,250           | Eliminata al 3°T da Markéta Vondroušová (9) |
| 23  | 23   | Zheng Qinwen           | 1,823                | 130                | 430               | 2,123           | Eliminata ai QF da Aryna Sabalenka (2)      |
| 24  | 24   | Magda Linette          | 1,756                | 10                 | 70                | 1,816           | Eliminata al 2°T da Jennifer Brady (PR)     |
| 25  | 25   | Karolína Plíšková      | 1,685                | 430                | 70                | 1,285           | Eliminata al 2°T da vs Clara Burel          |
| 26  | 26   | Elina Svitolina        | 1,679                | 0                  | 130               | 1,809           | Eliminata al 3°T da Jessica Pegula (3)      |
| 27  | 27   | Anastasija Potapova    | 1,675                | 70                 | 10                | 1,615           | Eliminata al 1°T da Clara Tauson            |
| 28  | 28   | Anhelina Kalinina      | 1,597                | 70                 | 10                | 1,537           | Eliminata al 1°T da Sara Sorribes Tormo     |
| 29  | 29   | Elisabetta Cocciaretto | 1,420                | 40                 | 10                | 1,390           | Eliminata al 1°T da Kaja Juvan (Q)          |
| 30  | 30   | Sorana Cîrstea         | 1,400                | 70                 | 430               | 1,760           | Eliminata ai QF da Karolína Muchová (10)    |
| 31  | 31   | Marie Bouzková         | 1,393                | 70                 | 130               | 1,453           | Eliminata al 3°T da Ons Jabeur (5)          |
| 32  | 32   | Elise Mertens          | 1,389                | 10                 | 130               | 1,509           | Eliminata al 3°T da Coco Gauff (6)          |

## Teste di serie nel doppio
| Legenda colori          |
| Vincitori               |
| Finalisti               |
| Semifinalisti           |
| Quarti di finale        |
| Eliminati al 1T, 2T, 3T |

### Doppio maschile
| Coppia            | Coppia                 | Rank1 | Tds |
| ----------------- | ---------------------- | ----- | --- |
| Wesley Koolhof    | Neal Skupski           | 2     | 1   |
| Ivan Dodig        | Austin Krajicek        | 7     | 2   |
| Rajeev Ram        | Joe Salisbury          | 11    | 3   |
| Marcelo Arévalo   | Jean-Julien Rojer      | 16    | 4   |
| Máximo González   | Andrés Molteni         | 19    | 5   |
| Rohan Bopanna     | Matthew Ebden          | 24    | 6   |
| Santiago González | Édouard Roger-Vasselin | 26    | 7   |
| Marcel Granollers | Horacio Zeballos       | 34    | 8   |
| Hugo Nys          | Jan Zieliński          | 36    | 9   |
| Kevin Krawietz    | Tim Pütz               | 38    | 10  |
| Sander Gillé      | Joran Vliegen          | 42    | 11  |
| Jamie Murray      | Michael Venus          | 51    | 12  |
| Lloyd Glasspool   | Harri Heliövaara       | 54    | 13  |
| Matwé Middelkoop  | Mate Pavić             | 58    | 14  |
| Nathaniel Lammons | Jackson Withrow        | 61    | 15  |
| Robin Haase       | Nikola Mektić          | 65    | 16  |

- 1 Ranking al 21 agosto 2023.

### Doppio femminile
| Coppia                   | Coppia              | Rank1 | Tds |
| ------------------------ | ------------------- | ----- | --- |
| Barbora Krejčíková       | Kateřina Siniaková  | 3     | 1   |
| Storm Hunter             | Elise Mertens       | 7     | 2   |
| Coco Gauff               | Jessica Pegula      | 12    | 3   |
| Desirae Krawczyk         | Demi Schuurs        | 18    | 4   |
| Nicole Melichar-Martinez | Ellen Perez         | 23    | 5   |
| Leylah Fernandez         | Taylor Townsend     | 25    | 6   |
| Shūko Aoyama             | Ena Shibahara       | 28    | 7   |
| Hsieh Su-wei             | Wang Xinyu          | 34    | 8   |
| Chan Hao-ching           | Giuliana Olmos      | 39    | 9   |
| Ljudmyla Kičenok         | Jeļena Ostapenko    | 50    | 10  |
| Latisha Chan             | Yang Zhaoxuan       | 55    | 11  |
| Laura Siegemund          | Vera Zvonarëva      | 61    | 12  |
| Veronika Kudermetova     | Ljudmila Samsonova  | 66    | 13  |
| Marta Kostjuk            | Elena-Gabriela Ruse | 66    | 14  |
| Miyu Katō                | Aldila Sutjiadi     | 70    | 15  |
| Gabriela Dabrowski       | Erin Routliffe      | 73    | 16  |

- 1 Ranking al 21 agosto 2023.

## Wildcard
Ai seguenti giocatori è stata assegnata una wildcard per accedere al tabellone principale.

### Singolare maschile
- Benjamin Bonzi
- Rinky Hijikata
- John Isner
- Steve Johnson
- Alex Michelsen
- Michael Mmoh
- Ethan Quinn
- Learner Tien

### Singolare femminile
- Kayla Day
- Fiona Ferro
- Storm Hunter
- Ashlyn Krueger
- Robin Montgomery
- Clervie Ngounoue
- Venus Williams
- Caroline Wozniacki

### Doppio maschile
- William Blumberg /  Steve Johnson
- Alexander Frusina /  Adhithya Ganesan
- Nicholas Godsick /  Ethan Quinn
- John Isner /  Jack Sock
- Vasil Kirkov /  Denis Kudla
- Aleksandar Kovacevic /  Nicolas Moreno de Alboran
- Eliot Spizzirri /  Tyler Zink

### Doppio femminile
- Olivia Center /  Kate Fakih
- Fiona Crawley /  Carson Tanguilig
- Quinn Gleason /  Elizabeth Mandlik
- Makenna Jones /  Jamie Loeb
- Sofia Kenin /  Coco Vandeweghe
- Ashlyn Krueger /  Angela Kulikov
- Robin Montgomery /  Clervie Ngounoue

### Doppio misto
- Danielle Collins /  Ryan Harrison
- Coco Gauff /  Jack Sock
- Ashlyn Krueger /  Ethan Quinn
- Maria Mateas /  Mackenzie McDonald
- Bethanie Mattek-Sands /  Jamie Murray
- Robin Montgomery /  Alex Michelsen
- Asia Muhammad /  Jackson Withrow
- Alycia Parks /  Denis Kudla

## Ranking protetto
I seguenti giocatori sono entrati in tabellone con il ranking protetto:

### Singolare maschile
- Milos Raonic (33)
- Gaël Monfils (35)
- Lloyd Harris (47)
- Kei Nishikori (48)
- Hugo Dellien (73)
- Guido Pella (75)
- Jiří Veselý (94)
- Attila Balázs (101)

### Singolare femminile
- Jennifer Brady (14)
- Barbora Strýcová (39)
- Daria Saville (54)
- Patricia Maria Țig (65)
- Margarita Betova (100)

### Doppio maschile
- Lloyd Harris /  Miomir Kecmanović
- Pierre-Hugues Herbert /  Nicolas Mahut

### Doppio femminile
- Jennifer Brady /  Luisa Stefani
- Anna Kalinskaja /  Anastasija Pavljučenkova
- Irina Chromačëva /  Daria Saville

## Ritiri

### Prima del torneo

#### Singolare maschile
- Mikael Ymer (51) → sostituito da  Aleksandr Ševčenko (96)
- Jan-Lennard Struff (24) → sostituito da  Facundo Díaz Acosta (97)
- Nick Kyrgios (37) → sostituito da  Diego Schwartzman (98)
- Pablo Carreño Busta (22) → sostituito da  Radu Albot (99)
- Reilly Opelka (33 PR) → sostituito da  Juan Manuel Cerúndolo (100)
- Marin Čilić (21 PR) → sostituito da  Kwon Soon-woo (101)
- Denis Shapovalov (23) → sostituito by  Attila Balázs (101 PR)
- Roberto Bautista Agut (25) → sostituito by  Yosuke Watanuki (104)
- Kei Nishikori (48 PR) → sostituito da  James Duckworth (LL)
- Emil Ruusuvuori (48) → sostituito da  Arthur Cazaux (LL)

#### Singolare femminile
- Shelby Rogers (51) → sostituita da  Kateryna Baindl (100)
- Aleksandra Krunić (99 PR) → sostituita da  Margarita Betova (100 PR)
- Zhang Shuai (45) → sostituita da  Caroline Dolehide (101)
- Caty McNally (71) → sostituita da  Madison Brengle (102)
- Simona Halep (55) → sostituita da  Taylor Townsend (103)
- Bianca Andreescu (44) → sostituita da  Yanina Wickmayer (LL)
- Paula Badosa (34) → sostituita da  Kimberly Birrell (LL)
- Julia Grabher (58) → sostituita da  Viktória Hrunčáková (LL)

Doppio maschile
- Guido Andreozzi /  Francisco Cerúndolo → sostituiti da  Denys Molčanov /  David Pel
- Aleksandr Bublik /  Aleksandr Ševčenko → sostituiti da  Aslan Karacev /  Saketh Myneni

Doppio femminile
- Marie Bouzková /  Sara Sorribes Tormo → sostituite da  Andrea Gámiz /  Sara Sorribes Tormo
- Caroline Garcia /  Kristina Mladenovic → sostituite da  Aliona Bolsova /  Rebeka Masarova
- Julia Grabher /  Rebecca Peterson → sostituite da  Elina Avanesjan /  Kamilla Rachimova

Doppio misto
- Desirae Krawczyk /  Neal Skupski → sostituiti da  Alexa Guarachi /  Andrés Molteni
- Peyton Stearns /  Rajeev Ram → sostituiti da  Nadiia Kičenok /  Máximo González

## Qualificazioni

### Singolare maschile
1. Enzo Couacaud
2. Titouan Droguet
3. Felipe Meligeni Alves
4. Tarō Daniel
5. Zachary Svajda
6. Hugo Gaston
7. Otto Virtanen
8. Borna Gojo
9. Jakub Menšík
10. Sho Shimabukuro
11. Stefano Travaglia
12. Timofej Skatov
13. Nicolas Moreno de Alboran
14. Hsu Yu-hsiou
15. Dominic Stricker
16. Emilio Nava

### Lucky loser
1. James Duckworth
2. Arthur Cazaux

### Singolare femminile
1. Olivia Gadecki
2. Elsa Jacquemot
3. Sachia Vickery
4. Vera Zvonarëva
5. Greet Minnen
6. Tat'jana Prozorova
7. Eva Lys
8. Han Na-lae
9. Yuriko Miyazaki
10. Laura Siegemund
11. Kaja Juvan
12. Elena-Gabriela Ruse
13. Fiona Crawley
14. Mirjam Björklund
15. Wang Yafan
16. Katie Volynets

### Lucky loser
1. Kimberly Birrell
2. Yanina Wickmayer
3. Viktória Hrunčáková

## Tennisti partecipanti ai singolari
- Singolare maschile

| Campione                   | Campione                  | Finalista                        | Finalista               |
| -------------------------- | ------------------------- | -------------------------------- | ----------------------- |
| Novak Đoković (2)          | Novak Đoković (2)         | Daniil Medvedev (3)              | Daniil Medvedev (3)     |
| Semifinalisti              |                           |                                  |                         |
| Carlos Alcaraz (1)         | Carlos Alcaraz (1)        | Ben Shelton                      | Ben Shelton             |
| Eliminati ai quarti        |                           |                                  |                         |
| Alexander Zverev (12)      | Andrej Rublëv (8)         | Frances Tiafoe (10)              | Taylor Fritz (9)        |
| Eliminati al 4º turno      |                           |                                  |                         |
| Matteo Arnaldi             | Jannik Sinner (6)         | Alex de Minaur (13)              | Jack Draper             |
| Rinky Hijikata (WC)        | Tommy Paul (14)           | Dominic Stricker (Q)             | Borna Gojo (Q)          |
| Eliminati al 3º turno      |                           |                                  |                         |
| Daniel Evans (26)          | Cameron Norrie (16)       | Grigor Dimitrov (19)             | Stan Wawrinka           |
| Sebastián Báez             | Nicolás Jarry (23)        | Michael Mmoh (WC)                | Arthur Rinderknech      |
| Zhang Zhizhen              | Adrian Mannarino (22)     | Alejandro Davidovich Fokina (21) | Aslan Karacev           |
| Benjamin Bonzi (WC)        | Jakub Menšík (Q)          | Jiří Veselý (PR)                 | Laslo Đere (32)         |
| Eliminati al 2º turno      |                           |                                  |                         |
| Lloyd Harris (PR)          | Botic van de Zandschulp   | Arthur Fils                      | Hsu Yu-hsiou (Q)        |
| Daniel Altmaier            | Andy Murray               | Tomás Martín Etcheverry (30)     | Lorenzo Sonego          |
| Christopher O'Connell      | Felipe Meligeni Alves (Q) | Alex Michelsen (WC)              | Wu Yibing               |
| John Isner (WC)            | Hubert Hurkacz (17)       | Matteo Berrettini                | Gaël Monfils (PR)       |
| Casper Ruud (5)            | Márton Fucsovics          | Fábián Marozsán                  | Sebastian Ofner         |
| Roman Safiullin            | Juan Manuel Cerúndolo     | Dominic Thiem                    | Roberto Carballés Baena |
| Stefanos Tsitsipas (7)     | Christopher Eubanks (28)  | Titouan Droguet (Q)              | Juan Pablo Varillas     |
| Mackenzie McDonald         | Francisco Cerúndolo (20)  | Hugo Gaston (Q)                  | Bernabé Zapata Miralles |
| Eliminati al 1º turno      |                           |                                  |                         |
| Dominik Koepfer            | Guido Pella (PR)          | Jordan Thompson                  | Daniel Elahi Galán      |
| Tallon Griekspoor (24)     | Jason Kubler              | Thanasi Kokkinakis               | Aleksandr Ševčenko      |
| Aleksandar Vukic           | Constant Lestienne        | Corentin Moutet                  | Alex Molčan             |
| Otto Virtanen (Q)          | Yoshihito Nishioka        | Nicolas Moreno de Alboran (Q)    | Yannick Hanfmann        |
| Attila Balázs (PR)         | Max Purcell               | James Duckworth (LL)             | Borna Ćorić (27)        |
| Luca Van Assche            | Albert Ramos Viñolas      | Dušan Lajović                    | Timofej Skatov (Q)      |
| Karen Chačanov (11)        | Facundo Díaz Acosta       | Radu Albot                       | Marc-Andrea Hüsler      |
| Ugo Humbert (29)           | Diego Schwartzman         | Tarō Daniel (Q)                  | Arthur Cazaux (LL)      |
| Emilio Nava (Q)            | Jeffrey John Wolf         | Pavel Kotov                      | Sebastian Korda (31)    |
| Yosuke Watanuki            | Richard Gasquet           | Nuno Borges                      | Learner Tien (WC)       |
| Stefano Travaglia (Q)      | Marco Cecchinato          | Il'ja Ivaška                     | Marcos Giron            |
| Aleksandr Bublik           | Pedro Cachín              | Jiří Lehečka                     | Holger Rune (4)         |
| Milos Raonic (PR)          | Alexei Popyrin            | Quentin Halys                    | Kwon Soon-woo           |
| Lorenzo Musetti (18)       | Grégoire Barrère          | Miomir Kecmanović                | Steve Johnson (WC)      |
| Félix Auger-Aliassime (15) | Hugo Dellien (PR)         | Enzo Couacaud (Q)                | Zachary Svajda (Q)      |
| Brandon Nakashima          | Sho Shimabukuro (Q)       | Ethan Quinn (WC)                 | Alexandre Müller        |

- Singolare femminile

| Campionessa             | Campionessa                 | Finalista                | Finalista                   |
| ----------------------- | --------------------------- | ------------------------ | --------------------------- |
| Coco Gauff (6)          | Coco Gauff (6)              | Aryna Sabalenka (2)      | Aryna Sabalenka (2)         |
| Semifinaliste           |                             |                          |                             |
| Karolína Muchová (10)   | Karolína Muchová (10)       | Madison Keys (17)        | Madison Keys (17)           |
| Eliminate ai quarti     |                             |                          |                             |
| Jeļena Ostapenko (20)   | Sorana Cîrstea (30)         | Markéta Vondroušová (9)  | Zheng Qinwen (23)           |
| Eliminate al 4º turno   |                             |                          |                             |
| Iga Świątek (1)         | Caroline Wozniacki (WC)     | Belinda Bencic (15)      | Wang Xinyu                  |
| Peyton Stearns          | Jessica Pegula (3)          | Ons Jabeur (5)           | Dar'ja Kasatkina (13)       |
| Eliminate al 3º turno   |                             |                          |                             |
| Kaja Juvan (Q)          | Bernarda Pera               | Jennifer Brady (PR)      | Elise Mertens (32)          |
| Elena Rybakina (4)      | Zhu Lin                     | Taylor Townsend          | Anna Karolína Schmiedlová   |
| Katie Boulter           | Ekaterina Aleksandrova (22) | Ljudmila Samsonova (14)  | Elina Svitolina (26)        |
| Marie Bouzková (31)     | Lucia Bronzetti             | Greet Minnen (Q)         | Clara Burel                 |
| Eliminate al 2º turno   |                             |                          |                             |
| Daria Saville (PR)      | Lauren Davis                | Elina Avanesjan          | Wang Xiyu                   |
| Petra Kvitová (11)      | Magda Linette (24)          | Danielle Collins         | Mirra Andreeva              |
| Ajla Tomljanović        | Anna Kalinskaja             | Viktoryja Azaranka (18)  | Yuriko Miyazaki (Q)         |
| Magdalena Fręch         | Beatriz Haddad Maia (19)    | Sara Sorribes Tormo      | Rebeka Masarova             |
| Wang Yafan (Q)          | Clara Tauson                | Lesja Curenko            | Martina Trevisan            |
| Tamara Korpatsch        | Yanina Wickmayer (LL)       | Anastasija Pavljučenkova | Patricia Maria Țig (PR)     |
| Linda Nosková           | Petra Martić                | Kaia Kanepi              | Eva Lys (Q)                 |
| Sofia Kenin             | Sachia Vickery (Q)          | Karolína Plíšková (25)   | Jodie Burrage               |
| Eliminate al 1º turno   |                             |                          |                             |
| Rebecca Peterson        | Clervie Ngounoue (WC)       | Danka Kovinić            | Elisabetta Cocciaretto (29) |
| Jasmine Paolini         | Alizé Cornet                | Viktória Hrunčáková (LL) | Veronika Kudermetova (16)   |
| Cristina Bucșa          | Tat'jana Prozorova (Q)      | Kimberly Birrell (LL)    | Aljaksandra Sasnovič        |
| Mirjam Björklund (Q)    | Linda Fruhvirtová           | Olivia Gadecki (Q)       | Laura Siegemund (Q)         |
| Marta Kostjuk           | Panna Udvardy               | Kateřina Siniaková       | Kayla Day (WC)              |
| Fiona Ferro (WC)        | Mayar Sherif                | Margarita Betova (PR)    | Kamilla Rachimova           |
| Storm Hunter (WC)       | Emma Navarro                | Varvara Gračëva          | Sloane Stephens             |
| Anhelina Kalinina (28)  | Katie Volynets (Q)          | Kateryna Baindl          | Maria Sakkarī (8)           |
| Caroline Garcia (7)     | Diane Parry                 | Viktoriya Tomova         | Anastasija Potapova (27)    |
| Leylah Fernandez        | Elsa Jacquemot              | Julija Putinceva         | Han Na-lae (Q)              |
| Claire Liu              | Irina-Camelia Begu          | Vera Zvonarëva (Q)       | Arantxa Rus                 |
| Anna-Lena Friedsam      | Fiona Crawley (Q)           | Rebecca Marino           | Camila Giorgi               |
| Camila Osorio           | Madison Brengle             | Tatjana Maria            | Ashlyn Krueger (WC)         |
| Nadia Podoroska         | Barbora Strýcová (PR)       | Robin Montgomery (WC)    | Barbora Krejčíková (12)     |
| Alycia Parks            | Ana Bogdan                  | Venus Williams (WC)      | Donna Vekić (21)            |
| Elena-Gabriela Ruse (Q) | Caroline Dolehide           | Anna Blinkova            | Maryna Zanevs'ka            |

## Punti

### Distribuzione dei punti
Di seguito le tabelle per ciascuna competizione, che mostrano i punti validi per il ranking per ogni evento.

#### Tornei uomini e donne
| Evento              | V    | F    | SF  | QF  | 4T  | 3T  | 2T | 1T | Q  | Q3 | Q2 | Q1 |
| Singolare maschile  | 2000 | 1200 | 720 | 360 | 180 | 90  | 45 | 10 | 25 | 16 | 8  | 0  |
| Doppio maschile     | 2000 | 1200 | 720 | 360 | 180 | 90  | 0  | —  | —  | —  | —  | —  |
| Singolare femminile | 2000 | 1300 | 780 | 430 | 240 | 130 | 70 | 10 | 40 | 30 | 20 | 2  |
| Doppio femminile    | 2000 | 1300 | 780 | 430 | 240 | 130 | 10 | —  | —  | —  | —  | —  |

#### Carrozzina
| Evento         | V   | F   | SF  | QF  |
| Singolare      | 800 | 500 | 375 | 100 |
| Doppio         | 800 | 500 | 100 | —   |
| Quad singolare | 800 | 500 | 375 | 100 |
| Quad doppio    | 800 | 100 | —   | —   |

#### Junior
| Evento            | V    | F   | SF  | QF  | 2T  | 1T   | Q    | Q3   |
| Singolare ragazzi | 1000 | 600 | 370 | 200 | 100 | 45   | 30   | 20   |
| Singolare ragazze | 1000 | 600 | 370 | 200 | 100 | 45   | 30   | 20   |
| Doppio ragazzi    | 750  | 450 | 275 | 150 | 75  | N.D. | N.D. | N.D. |
| Doppio ragazze    | 750  | 450 | 275 | 150 | 75  | N.D. | N.D. | N.D. |

## Montepremi
Il montepremi complessivo per il 2023 è di 65 000 000 $, l'8% in più rispetto all'edizione del 2022.
| Evento    | V          | F          | SF       | QF       | 4T       | 3T       | 2T       | 1T      | Q3   | Q2   | Q1   |
| Singolare | $3,000,000 | $1,500,000 | $775,000 | $455,000 | $284,000 | $191,000 | $123,000 | $81,500 | $    | $    | $    |
| Doppio*   | $700,000   | $350,000   | $180,000 | $100,000 | $58,000  | $36,800  | $22,000  | N.D.    | N.D. | N.D. | N.D. |

*per team

## Campioni

### Seniors

#### Singolare maschile
Novak Đoković ha sconfitto in finale  Daniil Medvedev con il punteggio di 6–3, 7–6(5), 6–3.

#### Singolare femminile
Coco Gauff ha sconfitto in finale  Aryna Sabalenka con il punteggio di 2–6, 6–3, 6–2.

#### Doppio maschile
Rajeev Ram e  Joe Salisbury hanno sconfitto in finale  Rohan Bopanna e  Matthew Ebden con il punteggio di 2–6, 6–3, 6–4.

#### Doppio femminile
Gabriela Dabrowski e  Erin Routliffe hanno sconfitto in finale  Laura Siegemund e  Vera Zvonarëva con il punteggio di 7–6(9), 6–3.

#### Doppio misto
Anna Danilina e  Harri Heliövaara hanno sconfitto in finale  Jessica Pegula e  Austin Krajicek con il punteggio di 6–3, 6–4.

### Junior

#### Singolare ragazzi
João Fonseca ha sconfitto in finale  Learner Tien con il punteggio di 4–6, 6–4, 6–3.

#### Singolare ragazze
Katherine Hui ha sconfitto in finale  Tereza Valentová con il punteggio di 6–4, 6–4.

#### Doppio ragazzi
Max Dahlin e  Oliver Ojakäär hanno sconfitto in finale  Federico Bondioli e  Joel Schwärzler con il punteggio di 3–6, 6–3, [11–9].

#### Doppio ragazze
Mara Gae e  Anastasija Gur'eva hanno sconfitto in finale  Sara Saito e  Nanaka Sato con il punteggio di 1–6, 7–5, [10–8].

### Tennisti in carrozzina

#### Singolare maschile in carrozzina
Alfie Hewett ha sconfitto in finale  Gordon Reid con il punteggio di 6–4, 6–3.

#### Singolare femminile in carrozzina
Diede de Groot ha sconfitto in finale  Yui Kamiji con il punteggio di 6–2, 6–2.

#### Quad singolare
Sam Schröder ha sconfitto in finale  Niels Vink con il punteggio di 6–3, 7–5.

#### Doppio maschile in carrozzina
Stéphane Houdet e  Takashi Sanada hanno sconfitto in finale  Takuya Miki e  Tokito Oda  con il punteggio di 6–4, 6–4.

#### Doppio femminile in carrozzina
Yui Kamiji e  Kgothatso Montjane hanno sconfitto in finale  Diede de Groot e  Jiske Griffioen per walkover.

#### Quad doppio
Sam Schröder e  Niels Vink hanno sconfitto in finale  Andy Lapthorne e  Donald Ramphadi con il punteggio di 6–1, 6–2.